# ادوین فیچ نورتراپ
 ادوین فیتچ نورتراپ (انگلیسی: Edwin Fitch Northrup؛ زاده ۲۳ فوریه ۱۸۶۶ درگذشته ۱۳ مه ۱۹۴۰) یک فیزیک‌دان اهل ایالات متحده آمریکا بود.